# Algierski Związek Narciarstwa i Sportów Górskich
Algierski Związek Narciarstwa i Sportów Górskich (fr. Fédération Algérienne de Ski et Sports de Montagne) – algierskie stowarzyszenie kultury fizycznej pełniące rolę algierskiej federacji narodowej, głównie w narciarstwie klasycznym i innych sportach zimowych.
Związek jest członkiem Międzynarodowej Federacji Narciarskiej (FIS). Do jego celów statutowych związku należy promowanie, organizowanie i rozwój narciarstwa w Algierii m.in. poprzez szkolenia zawodników i instruktorów oraz organizację zawodów.